# Musikakademie Tirol
Die Musikakademie Tirol ist ein privates Musikinstitut, das Meisterkurse für klassischen Gesang und Instrumente in Tirol und Nizza anbietet. Initiiert und gegründet wurde die Musikakademie von Eva Lind als gemeinnütziger Verein im Jahr 2015.

## Kooperationen
Kooperationen bestehen mit dem Tiroler Landeskonservatorium, dem Conservatoire de Nice, den Tiroler Landesmusikschulen, der Jeunesse (Musikalische Jugend Österreichs) sowie dem Österreichischen Bundeswettbewerb prima la musica.

## Wettbewerbe

### Tiroler Klassik Sängerpreis
Die Tiroler Landesregierung und die Musikakademie Tirol schreiben in Zusammenarbeit mit dem ORF Tirol (Österreichischer Rundfunk) seit 2016 den Tiroler Klassik Sängerpreis aus.
Der alle zwei Jahre zu vergebende Förderpreis ist eine Begabtenförderung seitens des Landes Tirol zur Unterstützung von Aus- und Fortbildungsmaßnahmen und ist mit € 5.000,00 dotiert.
- Gewinner 2016: Matthias Hoffmann, Eva Schöler
- Gewinner 2018: Wolfgang Schwaiger, Simone Waldhart
- Gewinner 2020: Alexander Grassauer, Andrea Jörg, Teaa An
- Gewinner 2022: Matteo Rasic, Diego Galicia Suarez

### Tiroler Klassik Instrumentalistenpreis
Die Tiroler Landesregierung und die Musikakademie Tirol schreiben seit 2017 in Zusammenarbeit mit dem ORF Tirol (Österreichischer Rundfunk) den Tiroler Klassik Instrumentalistenpreis aus. Der alle zwei Jahre zu vergebende Förderpreis ist eine Begabtenförderung seitens des Landes Tirol zur Unterstützung von Aus- und Fortbildungsmaßnahmen und ist mit € 5.000,00 dotiert.
- Gewinner 2017: Márton Bubreg (Saxofon), Viktoria Hirschhuber (Klavier)
- Gewinner 2019: Elisabeth Waglechner (Klavier), Maximilian Petz (Posaune)
- Gewinner 2021: Petra Lantschner (Querflöte), Lyuta Kobayashi (Klarinette)
- Gewinner 2023: Chantal Ramona Veit (Querflöte), Norman Spaeth (Violine), Levente Bubreg (Fagott)[8]

### Tiroler Klassik Komponistenpreis
Die Musikakademie Tirol schrieb in Zusammenarbeit mit dem ORF Tirol 2019 zum ersten Mal den Tiroler Klassik Komponistenpreis aus. Der anfangs alle zwei Jahre vergebene, seit 2021 alle vier Jahre zu vergebende Preis ist mit € 5.000,00 dotiert. Die Uraufführung der ersten Gewinnerstücke fand am 26. September 2019 im Rahmen des Finales des Tiroler Klassik Instrumentalistenpreises im ORF-Landesstudio Tirol / Studio 3 statt.
- Gewinner 2019: Rita Goller, Elias Praxmarer
- Gewinner 2021: Noah Thomsen, Michael A. Leitner

## Konzerte
Die Musikakademie veranstaltet mit ihren Studenten regelmäßige Konzerte:
- Bachschmiede[10]
- Haus Wahnfried[11]
- Silbersaal Schwaz[12]
- Haus der Musik Innsbruck